# Hans Medick
Hans Medick (* 7. Oktober 1939 in Wuppertal) ist ein deutscher Historiker.

## Leben und Wirken
Hans Medick studierte von 1959 bis 1966 Geschichte, Philosophie, Anglistik und Politische Wissenschaften an den Universitäten Köln, Heidelberg und Erlangen. Nach dem Abschluss als Magister war er von 1967 bis 1973 wissenschaftlicher Assistent an der Universität Erlangen, wo er auch 1971 bei Kurt Kluxen promoviert wurde. Im Juli 1972 erhielt er für seine Dissertation den Fakultätspreis. Von 1973 bis 2004 war er als wissenschaftlicher Mitarbeiter am Göttinger Max-Planck-Institut für Geschichte tätig. Nach verschiedenen Lehraufträgen in Deutschland und der Schweiz wurde er 1980 als Visiting Professor an die Johns Hopkins University berufen. 1993 erfolgte seine Habilitation in Göttingen für das Fach Mittlere und Neuere Geschichte. 1997 wurde er William A. Clark Professor of Early Modern History an der University of California, Los Angeles. Von 1999 bis 2004 lehrte er als Professor für Historische Anthropologie an der Universität Erfurt. Medick ist Mitherausgeber der wissenschaftlichen Zeitschrift Historische Anthropologie.
Seine Forschungsschwerpunkte sind die Erfahrungen und Darstellungen von Gewalt in der Zeit des Dreißigjährigen Krieges, Konzepte von Person und Selbst in ihren kulturellen Ausdrucksformen und Praktiken, methodische Ansätze von Mikrogeschichte und Historischer Anthropologie. Medick gehörte seit den 1980er Jahren zu den Protagonisten der Mikro- bzw. Alltagsgeschichte, die bereits viele der methodischen Innovationen der kulturellen Wende der Geschichtswissenschaften (Neue Kulturgeschichte) in den 1990er Jahren vorwegnahm. Dabei sollte die auf allgemeine Strukturen und Prozesse konzentrierte Historische Sozialwissenschaft um Zugänge erweitert werden, die auch die Ebene der konkret agierenden Subjekte miteinbeziehen. Dazu sollten Ansätze aus der Ethnologie für die Geschichtswissenschaft fruchtbar gemacht werden. Zu diesem Zweck untersuchte Medick etwa die Selbstentwürfe und sozialen Praktiken in dem Weberdorf Laichingen zwischen 1650 und 1900. Medicks Aufsatz Missionare im Ruderboot (1984) gehöre „nach wie vor zu den Schlüsseltexten einer Geschichtsschreibung ‚von unten‘“, urteilte Michael Wildt 2016. Auch zur Formulierung des vor allem in der Alltagsgeschichte entwickelten Konzepts der Proto-Industrialisierung trug er bei.
Hans Medick ist mit der Kulturwissenschaftlerin Doris Bachmann-Medick verheiratet. Das Ehepaar hat zwei Söhne, darunter der Journalist Veit Medick.

## Schriften
Monografien
- Naturzustand und Naturgeschichte der bürgerlichen Gesellschaft. Die Ursprünge der bürgerlichen Sozialtheorie als Geschichtsphilosophie und Sozialwissenschaft bei Samuel Pufendorf, John Locke und Adam Smith (= Kritische Studien zur Geschichtswissenschaft. Bd. 5). Vandenhoeck & Ruprecht, Göttingen 1973, ISBN 3-525-35955-1 (2., unveränderte Auflage. ebenda 1981; zugleich: Dissertation, Universität Erlangen-Nürnberg 1971).
- mit Peter Kriedte und Jürgen Schlumbohm: Industrialisierung vor der Industrialisierung. Gewerbliche Warenproduktion auf dem Land in der Formationsperiode des Kapitalismus (= Veröffentlichungen des Max-Planck-Instituts für Geschichte. Bd. 53). Vandenhoeck & Ruprecht, Göttingen 1977, ISBN 3-525-35362-6 (englische Übersetzung: Industrialization before Industrialization. Rural Industry in the Genesis of Capitalism. Cambridge University Press, Cambridge u. a. 1981, ISBN 0-521-23809-9; italienische Übersetzung: L’ industrializzazione prima dell’industrializzazione. Il mulino, Bologna 1984, ISBN 88-15-00557-9).
- Weben und Überleben in Laichingen 1650–1900. Lokalgeschichte als allgemeine Geschichte (= Veröffentlichungen des Max-Planck-Instituts für Geschichte. Bd. 126). Vandenhoeck & Ruprecht, Göttingen 1996, ISBN 3-525-35443-6 (zugleich: Habilitations-Schrift, Universität Göttingen 1992/93).
- Der Dreißigjährige Krieg. Zeugnisse vom Leben mit Gewalt. Wallstein-Verlag, Göttingen 2018, ISBN 978-3-8353-3248-5.

Herausgeberschaften
- mit David Sabean: Emotionen und materielle Interessen. Sozialanthropologische und historische Beiträge zur Familienforschung (= Veröffentlichungen des Max-Planck-Instituts für Geschichte. Bd. 75). Vandenhoeck & Ruprecht, Göttingen 1984, ISBN 3-525-35390-1.
- mit Anne-Charlott Trepp: Geschlechtergeschichte und allgemeine Geschichte. Herausforderungen und Perspektiven (= Göttinger Gespräche zur Geschichtswissenschaft. Bd. 5). Wallstein-Verlag, Göttingen 1998, ISBN 3-89244-282-7.
- mit Benigna von Krusenstjern: Zwischen Alltag und Katastrophe. Der Dreißigjährige Krieg aus der Nähe (= Veröffentlichungen des Max-Planck-Instituts für Geschichte. Bd. 148). Vandenhoeck & Ruprecht, Göttingen 1999, ISBN 3-525-35463-0.
- mit Kaspar von Greyerz und Patrice Veit: Von der dargestellten Person zum erinnerten Ich. Europäische Selbstzeugnisse als historische Quellen (1500–1800) (= Selbstzeugnisse der Neuzeit. Bd. 9). Böhlau, Köln u. a. 2001, ISBN 3-412-15100-9.
- mit Peer Schmidt: Luther zwischen den Kulturen. Zeitgenossenschaft – Weltwirkung. Vandenhoeck & Ruprecht, Göttingen 2004, ISBN 3-525-55449-4.
- mit Andreas Bähr: Sterben von eigener Hand. Selbsttötung als kulturelle Praxis. Böhlau, Köln u. a. 2005, ISBN 3-412-18405-5.

Forschungsportal und digitale Editionen
- Mitteldeutsche Selbstzeugnisse der Zeit des Dreißigjährigen Krieges (MDSZ)